# Рассел, Джек (гребец)
Джек Рассел  (англ. Jack Russell; род. 7 апреля 1930[…]) — канадский спортсмен по академической гребле. Участник летних Олимпийских играх 1952 года. 
Участвовал в в гребле восьмерок среди мужчин в четвертьфинале и полуфинале, уступив в повторном заезде команде из Германии.